# Joseph Görres
Johann Joseph Görres (od roku 1839 von Görres) (25. ledna 1776, Koblenz – 29. ledna 1848, Mnichov) byl německý romantický literární kritik a publicista, politik a profesor historie na univerzitě v Mnichově, jeden z exponentů politického katolicismu.

## Život
Johann Joseph Görres se narodil roku 1776 v Koblenzi v rodině německého obchodníka s dřívím a italské matky. Absolvoval jezuitské gymnázium a dále studoval lékařství na univerzitě v Bonnu, ale po vypuknutí francouzské revoluce byl tak zaujat jejími myšlenkami, že se zcela oddal politice a zaujímal liberální postoje. Roku 1797 založil list Das rote Blatt, ve kterém bojovným stylem a s ironickým tónem útočil na německé státní zřízení a kritizoval korupci a úředníky, neboť v politicko-morální výchově spatřoval Görres jednu z podstatných funkcí žurnalistiky. Po kritice úřadů Görres sám vydávání listu roku 1798 zastavil a začal vydávat list nový pod jménem Rübezahl, který však po roce rovněž skončil.

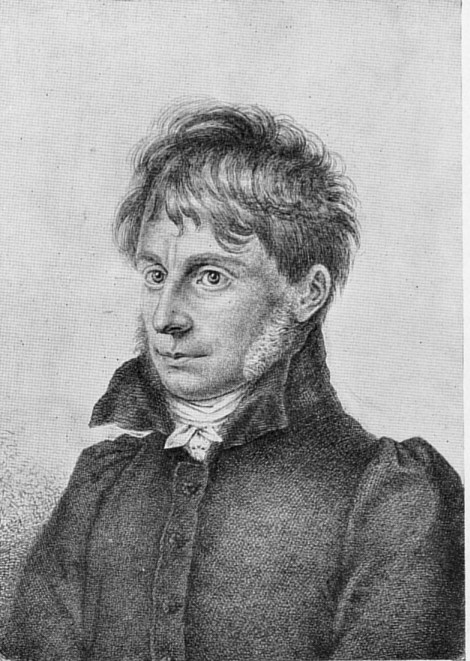
Joseph Görres, litografie August Strixner, podle malby Petra Cornelia

Roku 1799 byl Görres vyslán do Paříže v čele koblenzské deputace politiků, kteří žádali, aby levý rýnský břeh byl připojen k Francii. Tato cesta však měla za následek změnu Görresových názorů, když správně vycítil v rodícím se bonapartismu nebezpečí hrozící celé Evropě. Stáhl se do ústraní a na gymnáziu v Koblenzi vyučoval přírodopis a fyziku. Přitom se dále vzdělával v oblasti přírodních věd a medicíny, jako terapeut aplikoval galvanismus a publikoval svá přírodovědná i filozofická díla.

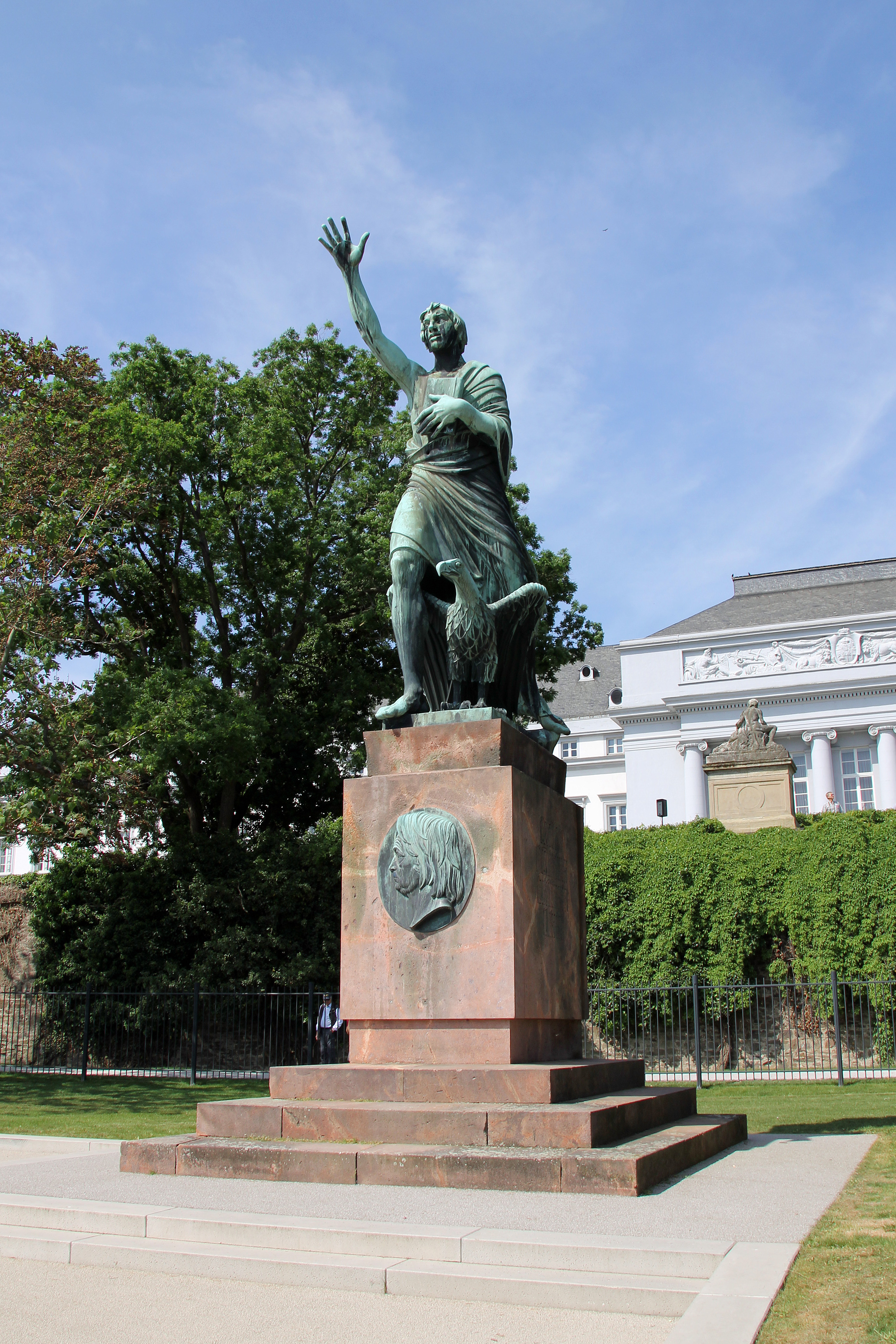
Památník Josepha Görrese v Koblenzi.

Roku 1806 Görres odešel na roční badatelskou dovolenou do Heidelbergu, kde o výsledcíh svého dosavadního přírodovědecko-medicínského a filozofického bádání přednášel. Spřátelil se Achimem von Arnimem, Clemensem Brentanem a Jeanem Paulem. Dále studoval perštinu, staré mýty, středověkou kulturu a náboženský mysticismus, zabýval se etnogenezí a glotogenezí. Ve sborníku Německé knížky lidového čtení (1807, Die teutschen Volksbücher) pod vlivem jmenovaných romantiků propagoval starší německou literaturu. 
Po návratu do Koblenze opět vyučoval, vstoupil do tamní francouzské zednářské lóže a v letech 1814-1816 vydával časopis Rheinischer Merkur, čtený po celém Německu, který byl jednak všeobecně politický, ostře zaměřený proti Napoleonovi a proti francouzským politickým poměrům, a dále řešíl otázky světské a duchovní politiky Německa, hospodářské a finanční problémy i ústavní a správní otázky. Pro propagaci jednotného německého ústavního státu byl však i tento časopis zastaven.
Roku 1822 Görres konvertoval ke katolicismu a jeho názory se stále více blížily oficiálnímu klerikalismu. Roku 1827 král Ludvík I. Bavorský povolal Görrese na univerzitu v Mnichově, kde se stal docentem a později profesorem historie. Roku 1839 byl králem povýšen do šlechtického stavu.

## Smrt a hrob
Johann Joseph Görres zemřel v Mnichově roku 1848 a byl pohřben na Starém jižním hřbitově v Mnichově (Alter Südfriedhof), kde spočinula také jeho francouzská manželka Catherine von Lassaulx (1779–1855) a děti Guido, Marie a Sophie.

## Dílo
Z Görresova díla je dodnes živá jeho raná, mistrovsky formulovaná publicistika. Ze studia mýtů vytěžil symbolizující spis Dějiny mýtů asijského světa (1810, Mythengeschichte der asiatischen Welt), kde spojil mýty se snovým myšlením prehistorického člověka, neboť věřil věřil, že sny spojují člověka s přírodou, že jsou zjevením přírody a nikoliv pouhé lidské fantazie.
Nejvýznamnější z jeho díla je čtyřdílná Křesťanská mystika (1840-1842, Die christliche Mystik), ve které Görres vystupoval ostře protiosvícensky, protiliberálně a propapežsky, a kde vyjádřil svůj názor, že obroda Evropy je možná jen v návratu ke středověkému katolickému státu pod vedením papeže, neboť katolická církev je podle jeho názoru jediná instituce, která je schopna duchovně a mravně povznést současnou Evropu, zkaženou liberalismem a materialismem.